# Língua egípcia
O egípcio (Egípcio: r n km.t, Pronúncia do egípcio médio [ˈraʔ n̩ˈku.mat]) é a língua morta nativa do Egito que constitui um ramo próprio da família de línguas afro-asiáticas. Há registros escritos da língua egípcia que têm sido datados de cerca de 3400 a.C., tornando-a uma das mais antigas línguas registradas conhecidas. O egípcio foi falado até o final do século XVI d.C. na forma do copta. A língua nacional do Egito moderno é o árabe egípcio, que, gradualmente, substituiu o copta como a língua cotidiana nos séculos após a conquista muçulmana do Egito. O copta ainda é usado como a língua litúrgica da igreja copta. Ela supostamente tem alguns falantes nativos atualmente.
Sua forma clássica é conhecida como egípcio médio, o vernáculo do Império Médio do Egito que permaneceu a língua literária do Egito até o período romano. A língua evoluiu para o demótico na época da Antiguidade Clássica e, finalmente, para o copta na época da cristianização. O copta deixou de ser usado completamente no século XVII, continuando em uso apenas como a língua litúrgica da Igreja Copta Ortodoxa de Alexandria.

## Classificação
A língua egípcia pertence à família das línguas afro-asiáticas. Entre as características tipológicas do egípcio que são tipicamente afro-asiáticas estão sua morfologia flexional, uma série de consoantes enfáticas, um sistema de três vogais /a i u/, sufixo feminino nominal *-at, m- nominal, *-ī  adjetivo e afixos verbais pessoais característicos. Dos outros ramos afro-asiáticos, os linguistas sugeriram de várias maneiras que a língua egípcia compartilha suas maiores afinidades com as línguas berberes, e as semíticas. Além disso, o uolofe e o hauçá, apesar de não serem do mesmo ramo, e no caso do uolofe nem da mesma família linguística, apresentam semelhanças com o egípcio.
Em egípcio, as consoantes sonoras protoafro-asiáticas */d z ð/ desenvolveram-se em faríngeas ⟨ꜥ⟩ /ʕ/: ꜥr.t  egípcio para 'portal', dalt: semítico para 'porta'. O */l/ afro-asiático fundiu-se no egípcio com ⟨n⟩, ⟨r⟩, ⟨ꜣ⟩ e ⟨j⟩ no dialeto em que a língua escrita foi baseada, mas foi preservado em outras variedades egípcias. As consoantes */k g ḳ/ originais palatalizaram-se para ⟨ṯ j ḏ⟩ em alguns ambientes e são preservados como ⟨k g q⟩ em outros.
A língua egípcia tem muitas raízes bilíteres, em contraste com a preferência semítica por raízes trilíteres. O egípcio é provavelmente mais conservador, e o semítico provavelmente passou por regularizações posteriores, convertendo as raízes no padrão trilítere.
Embora o egípcio seja a língua afro-asiática mais antiga documentada na forma escrita, seu repertório morfológico é muito diferente do restante das línguas afro-asiáticas em geral e das línguas semíticas em particular. As possibilidades são múltiplas: o egípcio já havia passado por mudanças radicais do protoafro-asiático antes de ser escrito; a família afro-asiática tem sido estudada até agora com uma abordagem excessivamente semi-centrada; ou, como sugere G. W. Tsereteli, a família afro-asiática é um grupo de área em vez de genético de línguas.

## História
Especialistas agrupam a língua egípcia em seis divisões cronológicas:
- Egípcio arcaico (antes de 2600 a.C., a língua do Período Arcaico)
- Egípcio antigo (2600 a.C. – 2000 a.C., língua do Império Antigo)
- Egípcio médio (2000 a.C. – 1300 a.C., do Império Médio até a XVIII dinastia egípcia: continuou em uso como língua literária até o século IV d.C.)
- Egípcio tardio (1300 a.C. – 700 a.C., da XVIII dinastia egípcia até o Terceiro Período Intermediário)
- Demótico (século XII a.C. - século X d.C., da Época Baixa até o período romano)
- Copta (século IV d.C. – século XIV d.C., do período romano até a Idade Moderna)

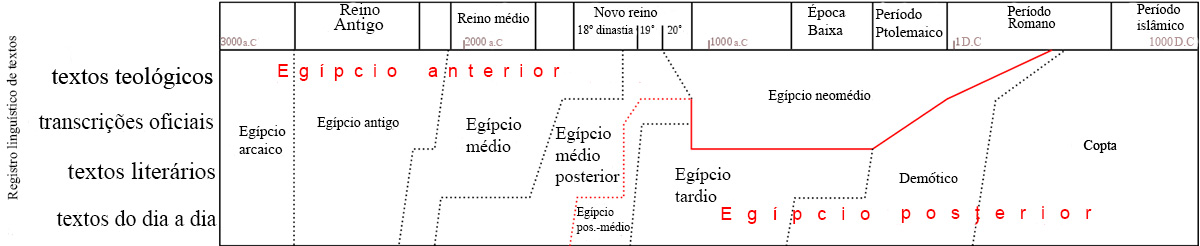

### Egípcio antigo
O termo "egípcio antigo" às vezes é usado para denominar para a língua das mais antigas inscrições em hieróglifos, do final do quarto até o início do terceiro milênio a.C.. No seu estágio inicial, por volta de 3300 a.C., os hieróglifos não eram um sistema de escrita totalmente desenvolvido, estando em um estágio de transição de uma proto-escrita.
O egípcio antigo é datado da frase completa mais antiga conhecida. Descoberto na tumba de Sete-Peribessene (datado de c. 2690 a.C.). A impressão diz:
| d · D | n · f |

| d · D | n · f |

| N19 · n |

| N19 · n |

| G38 · f |

| G38 · f |

| M23 · L2 · t · t |

| M23 · L2 · t · t |

| O1 · F34 | s · n |

| O1 · F34 | s · n |

Existem inscrições anteriores a esta frase, mas elas se limitam a nomes e títulos, mesmo assim, algumas inscrições demonstram a existência diversos aspectos gramaticais do egípcio.
Extensos textos aparecem por volta de 2600 a.C., aparecendo primeiramente na tumba de Metjen. Os Textos das Pirâmides são o maior corpo da literatura escrita nesta fase da língua. Uma de suas características distintivas é a triplicação de ideogramas, fonogramas e determinantes para indicar o plural. No geral, não difere significativamente do egípcio médio, o estágio clássico da língua, embora seja baseado em um dialeto diferente.
No período da 3ª dinastia (c. 2650 - c. 2575 a.C.), muitos dos princípios da escrita hieroglífica foram regularizados. Daquela época em diante, até que a escrita fosse substituída por uma versão anterior do copta (por volta dos séculos III e IV), o sistema permaneceu praticamente inalterado. Mesmo o número de sinais usados permaneceu constante em cerca de 700 por mais de 2 000 anos.

### Egípcio médio
O egípcio médio, também chamado de egípcio clássico, foi falado por cerca de 700 anos, começando por volta de 2000 a.C. durante o Império Médio até o final da XVIII Dinastia. Como a variante clássica do egípcio, o egípcio médio é a variedade da língua mais bem documentada e, de longe, atraiu a maior atenção da egiptologia. Embora a maior parte do egípcio médio tenha sido escrita em monumentos por hieróglifos, ele também foi escrita usando uma variante cursiva e a hierática relacionada.
A transição do egípcio antigo para o médio foi gradual, com alguns textos em egípcio antigo contendo características do egípcio médio e vice versa. Alguns textos dos Textos dos Sarcófagos e alguns outros documentos em egípcio médio são marcados pela retenção de características morfológicas e gramáticas do egípcio antigo.
O egípcio médio se tornou disponível para estudos modernos com a decifração de hieróglifos no início do século XIX. A primeira gramática do egípcio médio foi publicada por Adolf Erman em 1894, superada em 1927 pelo trabalho de Alan Gardiner. O egípcio médio foi bem compreendido desde então, embora certos pontos da inflexão verbal tenham permanecido abertos à revisão até meados do século XX, principalmente devido às contribuições de Hans Jakob Polotsky.
O estágio do egípcio médio acabou por volta do século XIV a.C., dando origem ao egípcio tardio. Essa transição estava ocorrendo no período posterior da Décima Oitava Dinastia do Egito (conhecido como Período de Amarna). O egípcio médio foi mantido como a língua literária padrão e, desta forma, sobreviveu até a cristianização do Egito romano no século IV.[carece de fontes?]

### Neoegípcio
O neoegípcio, ou egípcio tardio, que apareceu por volta de 1300 a.C., no tempo de Aquenáton, com sua origem provavelmente sendo Tebas, o centro cultural, religioso e político do Império Novo, é representado por um grande corpo de literatura religiosa e secular, mas também de literatura de entretenimento e mitologia, incluindo exemplos como a História de Unamón, os poemas de amor do papiro Chester-Beatty I, o Ensinamento de Any e uma grande quantidade de contos. Os sebayt (lit.  "Ensinamentos"  ou "Instruções") tornaram-se um gênero literário popular no Novo Reino, que assumia a forma de conselhos sobre comportamento adequado. O egípcio tardio também era a língua da administração do Novo Reino.

### Demótico e copta
Demótico é o nome dado à escrita egípcia usada para escrever o vernáculo egípcio do período tardio do século VIII a.C., bem como textos em formas arcaicas da língua. Foi escrito em uma escrita derivada de uma variedade do norte da escrita hierática. A última evidência do egípcio arcaico em demótico é em um grafito escrito em 452 a.C., mas demótico foi usado para escrever o vernáculo antes e em paralelo com a escrita copta no início do reino ptolemaico até que foi substituído inteiramente pelo alfabeto copta.
Copta é o nome dado ao vernáculo do egípcio tardio quando foi escrito em um alfabeto baseado no grego, o alfabeto copta; floresceu desde o tempo do Cristianismo Primitivo (c. 31 / 33-324), mas apareceu pela primeira vez durante o período helenístico cerca do século III a.C., sobrevivendo até o século XVIII.

## Dialetos
A maioria dos textos egípcios hieroglíficos são escritos em um dialeto de prestígio literário, em vez da variedade da língua vernácula de seu autor. Como resultado, as diferenças dialéticas não são aparentes na escrita egípcia até a adoção do alfabeto copta. No entanto, é claro que essas diferenças existiam antes do período copta. Em uma carta em egípcio tardio (datada de c. 1200 a.C.), um escriba brinca que a escrita de seu colega é incoerente como "a fala de um homem do Delta com um homem de Elefantina".
Recentemente, algumas evidências de dialetos internos foram encontradas em pares de palavras semelhantes no egípcio que, com base em semelhanças com dialetos posteriores do copta, podem ser derivadas de dialetos do norte e do sul do egípcio. O copta escrito tem cinco dialetos principais, que diferem principalmente nas convenções gráficas, mais notavelmente o dialeto saídico do sul, o dialeto clássico principal e o dialeto boárico do norte, atualmente usado nos serviços da Igreja Copta.

## Escrita

### Hieróglifos
O sistema de escrita gráfico básico do egípcio são os hieróglifos, ideogramas que foram usados para escrever a língua egípcia desde 3000 a.C., eles também formam a base para todos os outros sistemas de escrita egípcias, com exceção do alfabeto copta. Os hieróglifos eram escritos em pedra ou madeira, e os escribas normalmente usavam a forma cursiva hierática para os textos manuscritos. Os hieróglifos escritos em inscrições de monumentos no egípcio antigo e médio e em alguns textos literários no egípcio tardio. O termo 'hieróglifo' também foi aplicado à forma escrita da língua luvita, dada as suas similaridades.
Como a realização fonética do egípcio não pode ser conhecida com certeza, os egiptólogos usam um sistema de transliteração para denotar cada som que poderia ser representado por um hieróglifo uniliteral.
Robinson 1995 explica os hieróglifos:
O sistema de escrita [hieroglífica] é uma mistura de símbolos semânticos, isto é, símbolos que correspondem a palavras e ideias, também conhecidos por logogramas, e símbolos fonéticos, fonogramas, que correspondem a um ou mais sons (alfabéticos ou policonsonantais). Alguns hieroglifos são figuras reconhecíveis de objetos, um pássaro ou uma serpente, isto é, eles são pictogramas, mas a figura (picture) não revela necessariamente o sentido do signo.

#### Demótico
A partir de cerca de 650 a.C., surge um novo estágio egípcio: o demótico, logo após o egípcio tardio. A escrita demótica, chamada pelos egípcios de sekh shat (lit.  "Escrita para documentos"), é derivada da forma hierática, mas com símbolos mais abreviados e cursivos. O demótico tinha tanto símbolos fonéticos quanto não-fonéticos, sendo que os não-fonéticos eram usados para classificar palavras. Os símbolos fonéticos eram majoritariamente consonantais. Por muito tempo, o demótico era pouco estudado. Foi apenas a partir dos anos 90 que ele passou a atrair o interesse dos egiptólogos.

O alfabeto copta

### Copta
O alfabeto copta é um sistema de escrita baseado no alfabeto grego que tinha, além das letras gregas, oito outras baseadas nos sistemas de escrita egípcios anteriores, com, no total, 32 caracteres que serviam para representar 26 sons, sendo que três letras eram usadas apenas em palavras emprestadas gregas. Os documentos mais antigos do copta antigo, ancestral ao copta, são datados no século I. O copta aparece a partir do século III. Entretanto, o alfabeto copta, não deu início à escrita alfabética da língua egípcia, pois a língua já era escrita de maneira alfabética três séculos antes do surgimento do copta antigo, por meio de um protótipo grego no qual o copta se baseia.

## Fonologia
Enquanto a fonologia consonantal da língua egípcia pode ser reconstruída, sua fonética exata é desconhecida, e há várias opiniões sobre como classificar os fonemas individuais. Além disso, já que o egípcio foi escrito por cerca de 2000, o egípcio antigo e tardio são tão distantes um do outro quanto o latim arcaico e o italiano. Consequentemente, grandes mudanças fonéticas ocorreram nesse período. A forma mais clara da fonologia egípcia que temos acesso hoje é a do estágio copta, que é escrito com um alfabeto baseado no grego.

### Consoantes

#### E. Antigo
Abaixo há uma tabela com os valores atribuídos aos fonemas egípcios deste estado.
| Grafema | Valor convencionado | Valor em palavras cognadas | Valor reconstruído |
| ------- | ------------------- | -------------------------- | ------------------ |
| ꜣ       | /ˀ/                 | /r/, /l/, /ˀ/              |                    |
| j       | /ˀ/, /j/            | /ˀ/, /l/, ø                |                    |
| ꜥ       | /ˁ/                 | /ꜥ/, /d/, /z/              |                    |
| y       | /j/                 | ver seção Notas            |                    |
| w       | /w/                 | /w/                        |                    |
| b       | /b/                 | /b/, /m/                   |                    |
| p       | /p/                 | /p/                        |                    |
| f       | /f/                 | /b/                        |                    |
| m       | /m/                 | /m/                        |                    |
| n       | /n/                 | /n/                        |                    |
| r       | /r/                 | /l/                        |                    |
| h       | /h/                 | ø                          |                    |
| ḥ       | /ḥ/                 | /ḥ/, /ꜥ/                   |                    |
| ḫ       | /x/                 | /ḫ/, /ꜥ/                   |                    |
| ẖ       | /xj/                | /ḥ/, /ḫ/                   |                    |
| z       | /z/ or /s/          | /z/, /ð/, /s/              |                    |
| s       | /s/ ou /ś/          | /ś/, /θ/                   |                    |
| š       | /š/                 | /ś/, /θ/                   |                    |
| q       | /q/                 | /q/                        |                    |
| k       | /k/                 | /k/                        |                    |
| g       | /g/                 | /g/                        |                    |
| t       | /t/                 | /t/, /ṭ/                   |                    |
| ṯ       | /ṯ/                 | /k/                        |                    |
| d       | /d/                 | /ṭ/, /ð/                   |                    |
| ḏ       | /ḏ/                 | /q/, /g/, /ṣ/, /ꜥ/         |                    |

#### Processos fonéticos
Existem dois processos fonológicos que se destacam na evolução do antigo egípcio ao copta. Um deles é a anteriorização. Nesse processo, consoantes são trazidas para mais à frente na boca. Com isso, por exemplo, consoantes velares se tornaram alveolares com o tempo. No egípcio, esse processo levou várias consoantes a se palatalizarem em algum nível ou período. O outro processo é, ironicamente, o oposto ao primeiro, ou seja, recuo de consoantes.

### Vogais
Assim como língua parentes, o egípcio antigo ao tardio tinha apenas três vogais (/a/, /i/ e /u/). Entretanto, na evolução para o demótico, esse sistema mudou, e as três vogais se tornaram /o/, /i/ e /e/. Ao todo, as novas vogais tinham 7 possíveis formas de pronúncia dependendo de características silábicas, como tonicidade.
As vogais nos três primeiros estágios do egípcio não eram escritas (salvo algumas exceções), sendo representadas apenas após a troca para o alfabeto copta, um sistema de escrita com base no alfabeto grego. Entretanto, as vogais egípcias que se tornariam as do copta são representadas em textos cuneiformes que renderizam palavras egípcias, como os nomes próprios escritos em textos neo-assírios que mostram vogais tônicas idênticas às usadas no copta.

#### Copta
Em todos os dialetos coptas haviam, geralmente, sete vogais fonêmicas.

#### Processos fonéticos
Certos processos fonéticos vocálicos podem ser atestados por textos não-egípcios que renderizavam palavras egípcias, como nomes próprios, por exemplo.

## Sintaxe
Como a maioria das outras línguas afro-asiáticas, o egípcio antigo e o egípcio médio tinha uma ordem de palavras verbo-sujeito-objeto (VSO). Contudo, isso mudou do egípcio tardio em diante, já que a ordem mudou para SVO.

### Verbos
Verbos poderiam ser duplicados para a criação de novos verbos.

## Sistema numérico
A língua usava um sistema decimal de contagem.

## Morfologia e sintaxe
O egípcio era uma língua do tipo flexivo. O egípcio antigo e médio tinham um sistema primariamente sintético, na qual os morfemas eram adicionados à palavra ou eram expressos por meio de flexões, algo que mudou na transição ao egípcio tardio. A partir daí, a língua se tornou analítica, usando palavras separadas como morfemas. Entretanto, as formas estativas e infinitivas se mantiveram sintéticas.

### Substantivos
Os substantivos egípcios podem ser masculinos ou femininos (indicado como em outras línguas afro-asiáticas pela adição de um -t), singulares, plurais (-w/-wt) ou duais (-wy/-ty) e genéricos, definidos e indefinidos. Eles ou tinham uma raiz própria única, chamados de substantivos primários, ou compartilhavam a raiz com outros lexemas.
Os artigos (definidos e indefinidos) se desenvolveram no egípcio tardio. O singular indefinido veio de wꜥj ('um (número)') e o plural de nhy ('um pouco de'). O artigo definido veio de uma anafórica gramaticalizada do pronome demonstrativo.
Os casos gramaticais do egípcio, se tiverem existido, foram provavelmente perdidos no egípcio antigo.
Exemplos
(Médio egípcio)
- Artigo definido

pȜ-rm(t)
art.def-n
'O homem'.
- Artigo indefinido

wꜥ(.t)-sn(.t)
art.indef-n
'Uma irmã'.

### Pronomes
Havia três tipos de pronomes no egípcio: interrogativo, demonstrativo e pessoal.
Os pronomes pessoais do egípcio eram divididos em três grupos, os sufixos, usados como sujeito das orações como marcação de posse, enclíticos/dependentes e tônicos/independentes. Considerado por alguns linguistas como um "quarto" grupo, os pronomes átonos apenas apareciam no final dos verbos no estativo, usados como o objeto da oração e o sujeito de orações subordinadas adjetivas e adverbiais.
|                | Sufixo | Dependente | Independente |
| 1ª sing.       | -ı͗     | wı͗         | ı͗nk          |
| 2ª sing. masc. | -k     | tw         | ntk          |
| 2ª sing. fem.  | -t     | tn         | ntt          |
| 3ª sing. masc. | -f     | sw         | ntf          |
| 3ª sing. fem.  | -s     | sy         | nts          |
| 1ª pl.         | -n     | n          | ı͗nn          |
| 2ª pl.         | -tn    | tn         | nttn         |
| 3ªa pl.        | -sn    | sn         | ntsn         |

Os pronomes demonstrativos são baseados em três morfemas: p (masculino) t (feminino) e n (plural), que correspondiam às características sintáticas do substantivo. No copta e no egípcio tardio, os pronomes demonstrativos têm 5 realizações: absoluto, aderente, adjetival, artigo definido e cópula.
| Mas. | Fem. | Pl. |                                                                      |
| pn   | tn   | nn  | "este, aquele, estes, aqueles"                                       |
| pf   | tf   | nF  | "aquele, aqueles"                                                    |
| pw   | tw   | nw  | "este, aquele, estes, aqueles" (arcaico)                             |
| p3   | t3   | n3  | "este, aquele, estes, aqueles" (coloquial [antigo] e egípcio tardio) |

Finalmente, os pronomes interrogativos (o que?, quem?, etc.). Esses são únicos e invariáveis:
| mj   | "Quem? O quê?" | (dependente)                |
| pw   | "Quem? O quê?" | (independente)              |
| jḫ   | "O quê?"       | (dependente)                |
| jšst | "O quê?"       | (independente)              |
| zy   | "Qual?"        | (independente e dependente) |

### Verbos
O verbos são a categoria mais sintaticamente complexa da gramática egípcia. Os verbos poderiam derivar desde duas até seis radicais consonantais. Os verbos egípcios eram funcionavam de modo sintético, sendo assim, os verbos eram morfologicamente alterados para marcar significado. Divididos em 5 categorias, os verbos poderiam ser de ao menos 19 formas diferentes.

### Adjetivos
Os adjetivos são divididos em três tipos: primário, nisba e particípio. Eles concordam em gênero e número com seus substantivos, por exemplo: s nfr "(o) homem bom" e sf nfrt "(a) mulher boa". Todos os adjetivos têm gênero.
Adjetivos atributivos usados em frases são colocados após o substantivo que eles estão modificando, tal como em "(o) grande deus" (nṯr ˁ3). Todavia, quando usados independentemente como um predicado numa frase adjetiva, como em "(o) deus (é) grande" (ˁ3 nṯr) (literalmente "grande (é o) deus"), os adjetivos precedem os substantivos.[carece de fontes?]
Os adjetivos também poderiam ser expandidos por um advérbio e eram tratados morfossintaticamente como substantivos, mas, diferentemente destes, só tinham uma forma plural para ambos masculino e feminino.

### Preposições
As preposições egípcias precedem os substantivos.[carece de fontes?]
| m   | "em, como, com, de, desde" |
| n   | "para"                     |
| r   | "para, em"                 |
| ı͗n  | "por"                      |
| ḥnˁ | "com"                      |
| mỉ  | "como"                     |
| ḥr  | "sobre, sob"               |
| ḥ3  | "atrás, em volta de"       |
| ẖr  | "abaixo"                   |
| tp  | "no topo de"               |
| ḏr  | "desde"                    |

### Advérbios
Os advérbios são palavras como "aqui" e "onde?". No egípcio, elas são posicionadas no final de uma sentença, por exemplo: zỉ.n nṯr ỉm "o deus foi para lá", sendo ỉm ("lá") o advérbio.[carece de fontes?]
| ˁ3    | "aqui"                        |
| ı͗m    | "lá"                          |
| ṯnỉ   | "onde"                        |
| zy-nw | "quando" (lit. "que momento") |
| mı͗-ı͗ḫ | "como" (lit. "como o quê")    |
| r-mı͗  | "por quê" (lit. "para o quê") |
| ḫnt   | "antes"                       |